# Ed Benedict
Ed Benedict (ur. 23 sierpnia 1912, zm. 28 sierpnia 2006) – amerykański animator. Pracował w Hanna-Barbera, gdzie współtworzył amerykańską kreskówkę telewizyjną Flintstonowie.
Benedict zaprojektował postacie animowane, takie jak: Miś Yogi, Pies Huckleberry, Fred Flintstone, Wilma Flintstone oraz Barney i Betty Rubble’owie.

## Kariera
Benedict wychowywał się w Los Angeles. Karierę w branży filmów animowanych rozpoczął w latach 30. w studiu Disneya, później pracował dla Universalu, a na początku lat 40. wrócił do Disneya.
W pierwszej połowie lat 50. Benedict przeniósł się do MGM, gdzie został głównym projektantem i grafikiem.
Flintstonowie
W momencie, gdy studio Hanna-Barbera eksperymentowało z nowym projektem animowanym okazało się, że żaden z pomysłów nie wydawał się jego właścicielom trafiony; wtedy zatrudnieni w studiu Benedict i Dan Gordon narysowali szkice, które przedstawiały rodzinę ubraną w prehistoryczne futra. Bohaterowie tej produkcji na co dzień używali prehistorycznych urządzeń. Kreskówka Flintstonowie stała się przebojem lat 60.